# Kerkaszentkirály
Kerkaszentkirály là một thị trấn thuộc hạt Zala, Hungary. Thị trấn này có diện tích 8,11 km², dân số năm 2010 là 247 người, mật độ 30 người/km².